# 북풍
북풍(北風)은 북쪽에서 기원하여 남쪽으로 불어오는 바람을 말한다. 북풍은 차가운 바람, 북반구 계절 변화의 신호를 주기도 하므로 문자 그대로의 역사적 중요성이 있다. 남반구, 특히 오스트레일리아 남부에서 북풍은 들불을 일으킬 수 있는 뜨거운 바람이다.

## 신화
- 그리스 신화에서 보레아스는 추운 겨울 공기를 몰고오는 북풍의 신이다.
- 이누이트 신화에서 Negafook는 "북풍"(추위와 폭풍우 기후를 좋아하는 영)을 대표한다.[1]
- 이집트 신화에서 케뷔는 북풍의 신이다.

## 문학
- 성경의 아가서 4장 16절에서 북풍과 남풍을 동산에 부르는 장면을 묘사하고 있다.
- 아이소포스의 유명한 우화는 북풍과 태양이다.

## 같이 보기
|      | 북풍 |      |
| 서풍 |      | 동풍 |
|      | 남풍 |      |